# (399673) Kadenyuk
(399673) Kadenyuk est un astéroïde de la ceinture principale.

## Description
(399673) Kadenyuk est un astéroïde de la ceinture principale. Il fut découvert le 19 septembre 2004 à Androuchivka par l'observatoire astronomique d'Androuchivka. Il présente une orbite caractérisée par un demi-grand axe de 3,07 UA, une excentricité de 0,14 et une inclinaison de 12,0° par rapport à l'écliptique.